# Ярошевич Андрій Іванович
Андрі́й Іва́нович Яроше́вич (псевдоніми — А. Яр., Яр—ич. Я—рич, Я—ч; 1875, село Мельниківці, нині Немирівського району Вінницької області — 1941) — український статистик і фахівець з економічної географії. Професор.

## Біографія
Небіж української революційної діячки Ольги Розумовської . Закінчив Немирівську гімназію. У 1893—1899 роках навчався у Московському університеті. 1902 року закінчив із дипломом першого ступеня історико-філологічний факультет Київського університету.
Викладав на Київських вищих комерційних курсах (1908), в Київському комерційному інституті (1909) статистику, економічну географію (штатний доцент з економічної географії від 1919 року). Приват-доцент кафедри політичної економії і статистики Київського університету (1919), член Постійної комісії для виучування природних багатств України при Фізико-математичному відділі Української Академії наук (1919).
У 1922—1924 роках працював у Подільському губплані. У 1924—1933 роках працював у Київському губплані, окрплані, міськплані, одночасно в 1924—1928 роках викладав у Київському інституті народного господарства (до 1920 року — Київський комерційний інститут, нині — Київський національний економічний університет імені Вадима Гетьмана).
Науковий співробітник соціально-економічного відділу Інституту української наукової мови ВУАН (1928), керівник комісії для виучування продукційних сил України при ВУАН (1929). Співробітник Всесоюзного державного науково-дослідного інституту махоркознавства (1931—1934), Всеукраїнського державного інституту соціалістичної охорони здоров'я (1934), старший науковий співробітник Науково-дослідного інституту географії (1940—1941).
Був членом Київської спілки споживчих товариств (1911), Київської спілки установ дрібного кредиту (1912), член Київського агрономічного товариства (1912), Харківського товариства сільського господарства і сільськогосподарської промисловості (1912), Історичного товариства Нестора-літописця (1930), Тульчинського округового краєзнавчого товариства (1928), Товариства авіації та повітроплавання України (1925) та інші.
Автор монографій «Нариси економічного життя України», «Нариси хуторянського господарства Київщини» та інші.